# Risto Jarva
Risto Antero Jarva, né le 15 juillet 1934 et mort le 16 décembre 1977, est un cinéaste finlandais.

## Biographie
Risto Jarva meurt dans un accident de circulation alors qu'il rentrait chez lui en taxi après une projection VIP de son dernier film L'Année du lièvre.

## Filmographie

### Acteur

#### Cinéma
- 1962 : Yö vai päivä
- 1965 : Jeu du hasard : Man in editorial office
- 1967 : Työmiehen päiväkirja : Man in wheelchair
- 1973 : Yhden miehen sota : Interview / Man in restaurant
- 1975 : Mies, joka ei osannut sanoa EI : Policewoman's neighbor (non crédité)
- 1976 : Les vacances : Bank customer / Man reading newspaper

#### Courts-métrages
- 1959 : Yhdeksän runoa
- 1978 : 16.12.1977 Elokuva Risto Jarvan muistoksi
- 1980 : Muistikuvia Ristosta

#### Télévision
Téléfilms
- 1966 : Ohjaajan muotokuva: Risto Jarva : Lui-même
- 1971 : Seikkailu ihmisessä : Lui-même

### Réalisateur

#### Cinéma
- 1962 : Yö vai päivä
- 1964 : X-paroni
- 1965 : Jeu du hasard
- 1967 : Työmiehen päiväkirja
- 1969 : Le Temps des roses (Ruusujen aika)
- 1970 : Bensaa suonissa
- 1972 : Kun taivas putoaa...
- 1973 : Yhden miehen sota
- 1975 : Mies, joka ei osannut sanoa EI
- 1976 : Les vacances (Loma)
- 1977 : L'Année du lièvre (Jäniksen vuosi)

#### Courts-métrages
- 1959 : Yhdeksän runoa
- 1960 : Teknillinen korkeakoulu 1959
- 1961 : Työtä Ylioppilasteatterissa
- 1962 : Teekkarien tempaus Spexi-Sampo
- 1963 : Kitka - Un poème d'eau vive
- 1963 : Torstai
- 1964 : Tampere, iloisen kesän kaupunki
- 1965 : Centre international de congres
- 1966 : Le logement et la nature
- 1967 : Kansanvakuutus turvanamme
- 1967 : Kaupungissa on tulevaisuus
- 1968 : Nainen ja yhteiskunta
- 1968 : Parempaan asumiseen
- 1968 : Tietokoneet palvelevat
- 1969 : Helsingin tuntomerkit
- 1969 : Pakasteet II
- 1969 : Turvallisuutta metsätöihin
- 1970 : Maaseudun tulevaisuus?
- 1970 : Pyhäsalmi - kaivosteollisuuden nykyaikaa
- 1971 : Économie de la nature
- 1972 : Kuluttaja
- 1973 : Sähkölaitos rakentaa

### Producteur

#### Cinéma
- 1962 : Yö vai päivä
- 1964 : X-paroni
- 1965 : Jeu du hasard
- 1967 : Työmiehen päiväkirja
- 1968 : La veuve verte
- 1969 : Le temps des roses
- 1970 : Bensaa suonissa
- 1970 : Kesäkapina
- 1971 : Le comte

### Scénariste

#### Cinéma
- 1962 : Yö vai päivä
- 1964 : X-paroni
- 1965 : Jeu du hasard
- 1967 : Työmiehen päiväkirja
- 1969 : Le Temps des roses
- 1970 : Bensaa suonissa
- 1972 : Kun taivas putoaa...
- 1973 : Yhden miehen sota
- 1975 : Mies, joka ei osannut sanoa EI
- 1976 : Les Vacances
- 1977 : L'Année du lièvre

#### Courts-métrages
- 1961 : Työtä Ylioppilasteatterissa
- 1963 : Kitka - Un poème d'eau vive
- 1964 : Tampere, iloisen kesän kaupunki
- 1966 : Le logement et la nature
- 1967 : Kansanvakuutus turvanamme
- 1968 : Nainen ja yhteiskunta
- 1968 : Parempaan asumiseen
- 1968 : Tietokoneet palvelevat
- 1969 : Pakasteet II
- 1970 : Lapsen oikeudet
- 1970 : Maaseudun tulevaisuus?
- 1970 : Pyhäsalmi - kaivosteollisuuden nykyaikaa
- 1971 : Kromi
- 1971 : Économie de la nature
- 1972 : Kuluttaja
- 1973 : Sähkölaitos rakentaa
- 1974 : Kemira - kemian teollisuutta
- 2000 : Marietta

### Directeur de la photographie

#### Cinéma
- 1964 : X-paroni